# Exèrcit de Nagaland

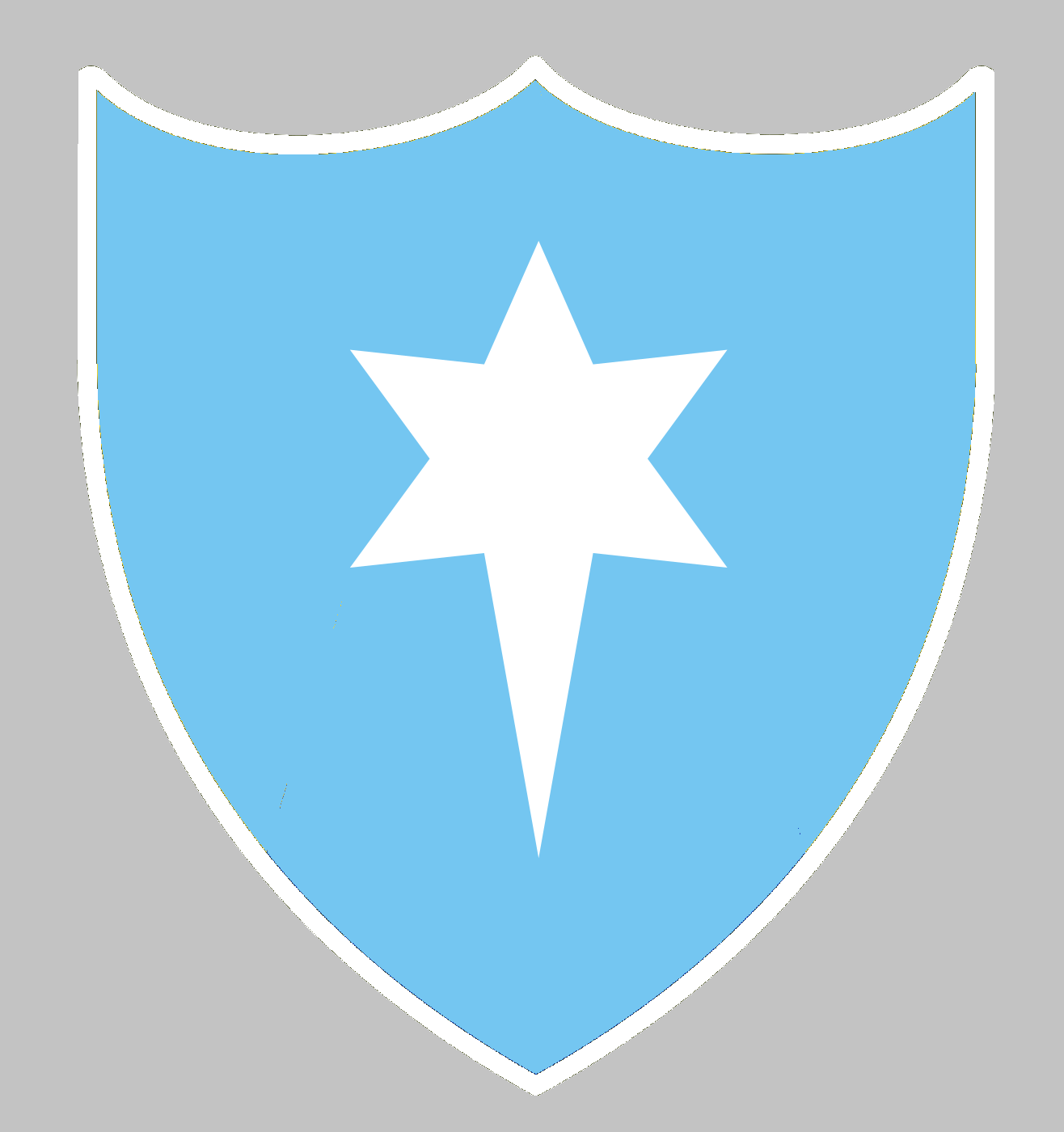

L'Exèrcit de Nagaland fou la branca militar del Govern Federal de Nagaland que com quasi tots els governs es va dotar d'un exèrcit per defensar la sobirania nacional de Nagaland.
Quan el Govern Federal de Nagaland fou substituït pel Govern de la República Popular de Nagaland, l'exèrcit no va modificar el seu nom (Exèrcit Popular de Nagaland com hauria estat previsible). El 1997 es va suggerir el nom d'Exèrcit de Nagalim però finalment es va imposar el nom de Naga Army (Exèrcit Naga) per la facció del Consell Nacional Socialista de Nagalim, i Nagaland Army (com abans) per la facció del Consell Nacional Socialista de Nagaland coneguda per Kaplang.
La seva insignia és l'estrella de Betlem blanca sobre blau cel.
L'Exèrcit Naga (Naga Army) es compon d'una brigada i sis batallons. El seu comandant en cap es S. Hung Shi. Dins del Govern de la República Popular de Nagaland, amb algun poder sobre l'exèrcit, hi ha el ministre de l'interior, R.H. Raising, i el de defensa, Himpa Pochury. El portaveu de l'exèrcit i del govern és Angelus Shimra.